# Usumbelz
Usumbelz (Usunbeltz en euskera) es un despoblado español del municipio de Ezprogui, perteneciente a la Comunidad Foral de Navarra.

## Historia
Hacia mediados del siglo XIX, el lugar, referido por entonces como un caserío perteneciente a Arteta, tenía contabilizada una población de nueve habitantes. Aparece descrito en el decimoquinto volumen del Diccionario geográfico-estadístico-histórico de España y sus posesiones de Ultramar de Pascual Madoz con las siguientes palabras:

USUMBELZ: cas. del ayunt. de Arteta, en el valle de Aibar, prov. de Navarra, part. jud. de Aoiz (6 leg.). sit. á la der. del barranco de su nombre; con clima frio: su terreno es montuoso y de mucho roble, fresno y mata baja; le cruza un arroyo, tributario del r. Aragon, y ademas nace en él una fuente. prod.: trigo; cria ganado vacuno; caza de perdices, liebres y corzos; pesca de barcos. pobl.: 2 vec., 9 alm. En lo espiritual depende de la parr. de Guetadar.
(Madoz, 1849, p. 238)